# Saint-Georges-du-Rosay
Saint-Georges-du-Rosay là một xã trong tỉnh Sarthe ở tây bắc nước Pháp. Xã này nằm ở khu vực có độ cao từ 112-169 mét trên mực nước biển.